# Сивобуз зелен гълъб
Сивобузият зелен гълъб (Treron griseicauda) е вид птица от семейство Гълъбови (Columbidae).

## Разпространение
Видът е разпространен в Индонезия.